# Zapiski detektywa Kindaichi
Zapiski detektywa Kindaichi (jap. 金田一少年の事件簿 Kindaichi shōnen no jikenbo) – shōnen-manga napisana przez Yōzaburō Kanari i Seimaru Amagi, a zilustrowana przez Fumiyę Satō. Seria ukazywała się na łamach magazynu „Shūkan Shōnen Magazine” wydawnictwa Kōdansha w latach 1992–2017, a następnie wydana w 79 tomach typu tankōbon.
W Polsce manga została częściowo wydana przez wydawnictwo Waneko, w nakładzie siedmiu tomów. Pierwszy tom wydano w odcinkach w Mangamix, po czym wydano go w jednym tomie łącznie z tomem 2.

## Fabuła
17-letni Hajime Kindaichi, uczeń drugiej klasy liceum w Fudo, potajemnie podkochuje się w swojej koleżance, Miyuki Nanase. Ta dowiedziała się od nauczycielki muzyki, że chłopak ma IQ wynoszące 180, z którego na lekcjach nie korzysta. Jest wiecznie nieobecny, a nawet z WF-u jest nogą, a jego charakterystyczną cechą są długie włosy spięte z tyłu i " coś w oku", jak to powiedział inspektor japońskiego CBŚ-u, Isamu Kenmochi. 

## Manga

### Spin-off
Na podstawie mangi powstał spin-off autorstwa Shinpei Funatsu, zatytułowany Kindaichi shōnen no jikenbo gaiden han'nin-tachi no jikenbo (jap. 金田一少年の事件簿外伝 犯人たちの事件簿). Kolejne odcinki były publikowane tygodniowo od lipca 2017 za pośrednictwem aplikacji Magazine Pocket wydawnictwa Kōdansha. Spin-off skupia się na myślach i uczuciach samych kryminalistów w momentach gdy detektyw Kindaichi odkrywa ich sztuczki i machinacje. 18 marca 2020 roku Tetsuya Fujikawa podał do wiadomości za pośrednictwem Twittera, że wydawanie mangi zakończy się 25 marca 2020. Manga składa się z 10 tomów.
Amagi i Sato rozpoczęli od stycznia 2018 roku wydawanie także kolejnej mangi, zatytułowanej Kindaichi – 37-sai no jikenbo (jap. 金田一３７歳の事件簿).